# 復讐の春秋 -臥薪嘗胆-
『復讐の春秋 -臥薪嘗胆-』（ふくしゅうのしゅんじゅう がしんしょうたん、原題: 臥薪嘗胆、英題: The Great Revival ）は中華人民共和国のテレビドラマ。
タイトルが示す通り、臥薪嘗胆の故事で知られる古代中国・春秋時代に起きた呉・越間の抗争を背景に、2人の王・越王勾践と呉王夫差の生き方を重厚なタッチで描いた長編歴史劇である。2007年初放映、全41話（各話約46分）。

## 概要

### 製作過程
『史記』・『左伝』・『国語』に共通する記述に基づきながら、これらの歴史書では余り多くを語られていない「史実」に様々なオリジナルストーリーを付加することで、人物像や対立する人間関係に膨らみを持たせた。春秋時代の気風を表現する為に衣装・セットの華美な色合いや照明を最小限に抑え、シェークスピア悲劇を意識したという舞台演劇的演出を随所にちりばめた技法も、作品の特色となっている。
監督は侯咏（ホウ・ヨン）。中国映画界の名カメラマンとして知られるが、本作がテレビドラマの監督初作品となった。
勾践を演じたのは中国を代表する演技派スターの1人・陳道明（チェン・ダオミン）。大ヒット作『康熙王朝』以来の帝王役に挑み、ライバル夫差役には『一江春水向東流』で陳道明と共演した胡軍（フー・ジュン）を配したキャスティングが本作最大の話題となった。
その他、勾践の妻・雅魚と軍師・范蠡に『中国式離婚』の若手コンビ・左小青（ズオ・シャオチン）と賈一平（ジャア・イーピン）を起用、呉・越の重臣を舞台で活躍する大ベテラン王冰（ワン・ビン）を始め老練の俳優陣で固め、台湾の人気女優・安以軒（アン・イーシュアン）が美女西施を演じ華を添えている。
2005年12月にクランクイン、翌2006年4月までの約5か月間、河南省焦作市と江蘇省徐州市を中心に撮影が行われた。製作費は総額4000万人民元に上り、当時の中国のテレビドラマとしては記録的な巨費が投じられた。

### 評価
放映は2007年1月、中国中央電視台がその年最初の目玉作品としてゴールデンタイム（現地時間19時又は20時台スタート、連日3話放映）の枠を当て、大々的な前宣伝を行ったが、高視聴率は記録出来なかったと報道された。原因については、放映前からネット上に完全な形の盗版が流失したことを製作者やテレビ局側が挙げた他、脚本や演出上の歴史観、前評判の高かった陳道明の演技等を中心に評論や推測がなされている。
また、同年に放映した人気スター主演の歴史劇（『大明王朝 〜嘉靖帝と海瑞〜』『貞観長歌』『皇帝 李世民』等）の視聴率が総じて不振であったことを受け、「大作歴史劇ブームの衰退」といったメディアの論調も目立った。
このように中国国内では高い評価を得られなかったが、2007年8月に韓国で開催された『第2回ソウル・ドラマ・アワード2007』で、最優秀長編ドラマ賞と最優秀撮影賞を受賞し、翌9月には同国EBSで放映された。台湾でも同年にCTVが『臥薪嘗胆之英雄美人』のタイトルで放映を行った。当時、プロデューサーの兪勝利（ユー・シェンリー）は「海外への発行権が1話当たり4万ドルに達した」と語っている。

## 配役
- 本作における官職及び身分については原版の中国語表記に準じ、ウィキペディア日本語版に記事の無い官職名は中国語版ウィキペディアをリンクした。
- 日本版字幕では人名表記の1部に繁体字が使われ、本記事とは異なる字体となっている。また、公子の呼称は王子に差し替えられている。

越国 側
- 勾践 （監国太子後に越王） … 陳道明
- 雅魚 （勾践の妻） … 左小青
- 范蠡 （楚国士人後に越国軍師） … 賈一平
- 文種 （楚国使後に越国大夫） … 鄭天庸
- 西施 （民女後に呉王への献上美女） … 安以軒
- 石買 （司馬大将軍） … 戈治均
- 曳庸 （行人大夫） … 白徳彰
- 霊姑浮 （将軍） … 陳之輝
- 允常 （越王、勾践の父） … 馬精武
- 扶同 （司直大夫） … 孫敏
- 苦成 （大夫） … 孫斌
- 諸稽郢 （将軍） … 高天昊
- 岩鷹 （侍衛） … 盧勇
- 皓進 （太史大夫） … 蘇贏
- 棠麗 （允常の寵妃、扶同の妹） … 石蘭
- 季菀 （呉国太子妃、勾践の妹） … 席与立
- 鳶蘿 （霊姑浮の妻、石買の娘） … 魯冠廷
- 莫不邪 （将軍） … 劉家良
- 介子豹 （将軍） … 呉克剛
- 鄭旦 （民女、呉王への献上美女） … 趙子恵
- 辛田 （将軍） … 趙歌
- 管勝 … 馬勇
- 胥犴 （将軍） … 容寛
- 稽会 （勾践の幼弟、棠麗の子） … 史磊[注釈 2]
- 嘉羊 （霊姑浮の子） … 王裴
- 与夷 （勾践の子） … 孟子豪[注釈 2]

呉国 側
- 夫差 （公子後に呉王） … 胡軍
- 伍子胥 （相国） … 王冰
- 伯嚭 （太宰大夫） … 丁勇岱
- 闔閭 （呉王、夫差の父） … 楊在葆
- 王孫洛 （行人大夫） … 趙勝勝
- 公孫雄 （大将軍） … 張承好
- 王子累 （夫差の次兄） … 洪宇宙
- 黒翼 （元越国武士後に呉国将軍） … 于洋
- 掩燭 （司獄） … 楊暁丹
- 太子波 （闔閭の後継者、夫差の長兄） … 趙耀東
- 太子友 （夫差の子） … 薛皓文、孫鑫鈺[注釈 2]（少年時代）
- 王子糾 （夫差の兄） … 曾輝

## スタッフ
- 監督 … 侯咏
- 製作総指揮 … 高建民、董朝暉、周莉
- 総監修 … 李建、肖泉
- 総企画 … 魏平、梁勇
- 文学顧問 …  仲呈祥、李准、郭運德、雷達、白燁、孟繁樹、陳福民、李潔非
- 監修 … 張華、李釗、魏約翰、応志琪、王太峰、陳美行
- 製作 … 兪勝利、郁康淳、穆暁光
- 脚本 … 李森祥、兪勝利（企画）
- 撮影 … 石欒
- 美術 … 路奇[注釈 3]
- 編集 … 劉華
- 衣装 … 張叔平[注釈 3]（メインキャスト担当）、于洋
- スタイリスト … 楊樹棟、楊暁海、紀偉華
- 照明 … 趙振剛
- 作曲・編曲 … 周志勇
- 作詞 … 谷雪児
- テーマ曲 … オープニング『遠方』、エンディング『千古一王』（歌唱 … 韓磊、譚維維）
- 制作会社 … 中国国際電視総公司、北京歓楽文化芸術有限公司、江蘇省広播電視総台

## その他
同じ題材を取り上げた作品に、本作と同時期に製作された中国のテレビドラマ『燃ゆる呉越』、香港のテレビドラマ『争覇 越王に仕えた男』等がある。

## DVD
- 日本版: 『復讐の春秋 -臥薪嘗胆-』 DVD-BOX 計4組

発売元: コミックリズ、エスピーオー、ワコ－
販売元: エスピーオー
リリース: 2009年7-10月
字幕: コミックリズ沖縄 字幕制作ファクトリー（制作）、横山和子（翻訳）、須山哲治（監修）